# Zahlschrift
Eine Zahlschrift ist ein Schriftsystem für das Schreiben von Zahlen. Die Entwicklung der Zahlzeichen und der Zahlschrift ist ein wesentlicher Teil der Kulturgeschichte. Das Medium der Schriftlichkeit (siehe auch: Glyphe und Graph) schließt historisch auch Techniken des Ritzens, Kerbens, Stempelns und Meißelns ein. Die Zahlschrift grenzt sich einerseits gegen die Zahlwortsysteme (Numerale) der natürlichen Sprachen ab; andererseits grenzt sie sich gegen Systeme ab, bei denen Finger- und Körpergesten, Rechensteine, Knoten, Lichtsignale oder andere, weder sprachliche noch im engeren Sinn schriftliche Zeichen für die Repräsentation von Zahlen eingesetzt werden. Als Ergebnis der Zahlschrift sind Zahlzeichen entstanden, die aus der geordneten Aneinanderreihung zugehöriger Ziffern gebildet werden.
Von einer Zahlschrift zu unterscheiden ist eine Ziffernschrift, die Zahlzeichen zur Codierung von Text verwendet.

## Struktur

### Basis eines Zahlensystems
Am Anfang der Entwicklung der Zahlzeichen, schon in der Steinzeit, steht das Unärsystem, das sich bis heute als Strichliste erhalten hat. Das System ist allenfalls durch Bündelung zu fünf Strichen strukturiert und nur für recht kleine natürliche Zahlen geeignet.
Bereits in der römischen Zahlschrift ist Struktur enthalten, mit der sich Zahlen bis weit über tausend überschaubar darstellen lassen. Sie besteht in der Stufung der Ziffernwerte bei der Folge der Ziffern  I – X – C – M  um den Faktor zehn von Ziffer zu Ziffer. Dieser ist die Basis, auf der dieses Zahlensystem aufbaut. (Die Werte der dazwischen liegenden Ziffern  V – L – D  sind untereinander ebenfalls um den Faktor zehn gestuft.)
Das heutzutage gängige Zahlensystem enthält als Strukturelement die Stelle; das ist ein Platz in der geordneten Reihenfolge eines Zahlzeichens. Jede Ziffer belegt eine Stelle, und jede Stelle trägt einen Stellenwert, mit dem der Ziffernwert zu gewichten ist. Die Basis des Zahlensystems legt die Stellenwerte fest als Potenzen dieser Basis. Neben der im Dezimalsystem üblichen Basis zehn sind oder waren weitere Basen in Gebrauch.
Älter als das römische ist das babylonische Zahlensystem mit der Basis sechzig und innerhalb dieser Basis mit der Hilfsbasis zehn. Dieses Zahlensystem strahlt bis heute aus auf die Angabe von Winkeln und Uhrzeiten.

### Ordnung in den Zahlzeichen
Ein zahlschriftlich auf der Grundlage eines Zahlensystems gebildeter numerischer Ausdruck gibt für eine natürliche Zahl meist zweierlei an:
1. welche Potenzen der Basis in der Zahl enthalten sind, angefangen bei der höchsten in ihr enthaltenen,
2. wievielmal diese Potenzen in ihr enthalten sind.

Zuerst werden von der darzustellenden Zahl der Wert der höchsten enthaltenen Potenz und die Anzahl ihres Vorkommens festgestellt. Wird das Produkt daraus gebildet und von der Zahl abgezogen, so verbleibt meistens ein Rest. Aus diesem wird mit der nächstniedrigeren Potenz (sofern im Rest enthalten) und deren Anzahl entsprechend der nächste Rest gebildet,– und so fort, bis kein Rest mehr vorhanden ist. Bei einem Zahlensystem, das auch die Anzahl null enthält, wird uneingeschränkt verfahren bis zur niedrigsten Potenz, also zur Zahl eins.
Beispiele anhand der Zahl tausendvierhundertvierunddreißig:
- Römisch (Typ kumulativ-additiv, Basis 10, Hilfsbasis 5):

MCCCCXXXIV
= 1000 + (100 + 100 + 100 + 100) + (10 + 10 + 10) + (5 − 1)
- Milesisch-griechisch (Typ beziffernd-additiv, Basis 10):

’αυλδ
= 1000 + 400 + 30 + 4
- Chinesisch (Typ multiplikativ-additiv, Basis 10):

一千 四百 三十 四
= (1 × 1000) + (4 × 100) + (3 × 10) + 4
- Babylonisch (Typ kumulativ-positionell, kumulative Hilfsbasis 10, positionelle Basis 60):

 
= (10 + 10 + 1 + 1 + 1) × 60 + (10 + 10 + 10 + 10 + 10 + 1 + 1 + 1 + 1) × 1
- Maya (Typ beziffernd-positionell, Basis 20):

  
= (3 × 400) + (11 × 20) + (14 × 1)
- Indisch-arabisch (Typ beziffernd-positionell, Basis 10):

1434
= (1 × 1000) + (4 × 100) + (3 × 10) + (4 × 1)

## Typologische Unterscheidung von Zahlschriften
Zahlschriften werden nach einem weitverbreiteten Einteilungsprinzip in „positionelle“ und „additive“ unterschieden.
Positionelle Zahlschriften wie im indisch-arabischen Stellenwertsystem drücken die Potenz durch die Stellung einer Ziffer innerhalb des Zahlzeichens aus und die Anzahl durch den Wert der jeweiligen Ziffer. Sie benötigen deshalb bei einer Basis B auch nur B−1 (im Dezimalsystem: 10−1 = 9) Ziffern, um für jede beliebige Potenz deren Anzahl bis zur Erreichung der nächsthöheren Potenz anzugeben. Außerdem benötigen sie zusätzlich eine Ziffer für den Wert null, wenn innerhalb eines zusammengesetzten Ausdrucks eine bestimmte Potenz nicht vorkommt. Trotz der Beschränkung auf einen derart begrenzten Zeichenvorrat sind diese Zahlschriften geeignet, Zahlen beliebiger, nur durch die verfügbare Schreibfläche begrenzter Größe darzustellen. 
Additive Zahlschriften in Additionssystemen kennzeichnen dagegen jede Potenz der Basis mit einer eigenen Ziffer. In der römischen Zahlschrift wird diese entsprechend der Anzahl ihres Auftretens wiederholt (Abweichungen sind möglich). In der chinesischen Zahlschrift wird eine Ziffer für die Potenz multiplikativ mit einer Ziffer für die Anzahl versehen. In der griechischen Zahlschrift erhält nicht nur jede Potenz, sondern auch jedes Vielfache einer Potenz bis zum Erreichen der nächsthöheren Potenz eine eigene Ziffer.
Der mit additiven Zahlschriften darstellbare Zahlenraum ist prinzipiell durch den Umfang des verfügbaren Ziffernvorrats begrenzt, wenn dieser nicht durch Einführung neuer Ziffern für höhere Potenzen weiter anwachsen soll, oder wenn nicht ein additives Prinzip mit dem positionellen verbunden wird. Letzteres ist bei der babylonischen Zahlschrift der Fall, indem sie die Zahlen 1 bis 59 durch Wiederholung der zwei Ziffern für 1 und 10 schreibt; die derart gebildeten Ausdrücke werden ihrerseits innerhalb eines übergreifenden Stellenwertsystems zur Basis 60 wie Ziffern angeordnet. Dadurch können ebenfalls beliebig große Zahlen mit dem vorhandenen Ziffernvorrat geschrieben werden.

## Aktueller Stand
Die indisch-arabische Zahlschrift hat auf dem Weg über das Abendland nahezu weltweite Wertschätzung erfahren, weil ihr Zahlensystem besonders einfach ausbaufähig ist und schriftliches Rechnen besonders einfach unterstützt. Für die Handhabung großer Zahlen und für die Ausweitung auf andere als die natürlichen Zahlen sind im deutschsprachigen Raum weitere Regeln zur Schreibweise von Zahlen entstanden.